# Karaoke Revolution
Karaoke Revolution is een computerspel dat werd ontwikkeld door Harmonix Music Systems en uitgebracht door Konami. Het spel kwam in 2003 uit voor de Sony PlayStation 2 en een jaar later voor de Xbox. Met dit spel kan de speler zijn zangtalent laten zien. Het spel werkt met een USB microfoon en men krijgt realtime feedback over zijn/haar optreden.

## Platforms
- PlayStation 2 (2003)
- Xbox (2004)

## Ontvangst
| Beoordeeld door | Platform      | Datum            | Score |
| --------------- | ------------- | ---------------- | ----- |
| Worth Playing   | PlayStation 2 | 12 november 2003 | 95%   |
| Netjak          | PlayStation 2 | 19 november 2003 | 93%   |
| GameZone        | PlayStation 2 | 10 november 2003 | 90%   |
| GameDaily       | PlayStation 2 | 31 december 2003 | 90%   |
| Worth Playing   | Xbox          | 19 december 2004 | 85%   |
| IGN             | PlayStation 2 | 5 november 2003  | 85%   |
| GameSpy         | Xbox          | 14 november 2004 | 80%   |
| GameSpy         | PlayStation 2 | 7 december 2003  | 80%   |
| GameSpot        | Xbox          | 10 november 2004 | 76%   |
| GameSpot        | PlayStation 2 | 10 november 2003 | 75%   |